# Geneva (Illinois)
Geneva - miasto w obszarze metropolitalnym Chicago i siedziba administracyjna hrabstwa Kane na północy stanu Illinois w USA. Według danych z 2023 roku populacja wynosiła 21 129 mieszkańców na powierzchni 22,3 km². Geneva leży nad rzeką Fox. Sąsiednie miejscowości to Batavia, St. Charles i West Chicago. Burmistrzem jest Kevin Burns. W mieście znajduje się szpital Delnor Community Hospital.

## Znane osoby
26 marca 1943 roku urodził się tam Bob Woodward, amerykański dziennikarz, który ujawnił afery Watergate. Jest to również miejsce urodzenia Lauren Carlini, amerykańskiej siatkarki.